# UPrisen

Логотип UPrisen

UPrisen — норвежская литературная премия, с 2007 года присуждаемая Ассоциацией «!les» совместно с Норвежским литературным фестивалем за произведения для юношества. Это единственная в Норвегии премия за литературу для юношества, лауреата которой определяют сами подростки.
Миссии премии:
- Предложить юным книголюбам уникальный проект; обеспечить позитивные встречи между школьниками и литературой, которые могут привить любовь к чтению на всю жизнь.
- Отнестись к мнению подростков серьёзно, признав за ними способность оценивать литературу.
- Привлечь внимание к литературе для юношества, задействовать ресурсы СМИ для её популяризации.

Каждый год в состав национального жюри UPrisen включаются по одному девятому классу средней школы из 7 или 8 фюльке. Оппланн и Хедмарк отправляют делегатов каждый год; такая роль им отводится из-за связи премии с Норвежским литературным фестивалем в Лиллехаммере. Пилотный проект, в котором участвовало около 150 девятиклассников из пяти школ, проводился в 2007 году именно в этих фюльке. Состав остальных фюльке ротируется таким образом, чтобы раз в три года каждое из них отправляло делегатов. Из всех вышедших за прошлый год книг для юношества в классах пять отбирается в шорт-лист. С 2007 по 2010 год состав шорт-листа определяло жюри, состоящее из взрослых; начиная с 2011 года это делают сами подростки на основе обзоров, подготовленных учениками. В первом раунде голосования классы определяют фаворита из шорт-листа. Во втором раунде по 2 ученика из каждого класса делегируется на встречу, в ходе которой школьники определяют финалиста. Вручение премии происходит в Лиллехаммере на Норвежском литературном фестивале в последний четверг мая.
Победителю вручается памятный постер и предоставляется возможность стать «фестивальным автором». На следующем фестивале этот писатель будет играть заметную роль и примет участие в большинстве мероприятий в течение фестивальной недели.

## Номинанты и лауреаты
- В 2007 году премию получила Ингелин Рёссланн[норв.] за «Handgranateple».[5] Номинировались также:[6]
  - Лене Аск[норв.] за «Hitler, Jesus og farfar».
  - Харальд Росенлёв Эег[норв.] за «Alt annet enn pensum».
  - Ингве Фрёйен[норв.] за «Forfedrene».
  - Гейр Гулликсен[норв.] за «Hannu Hannu».
- В 2008 году премию получил Эндре Люнд Эриксен[норв.] за «Pitbull-Terje blir ond».[5] Номинировались также:[7]
  - Марвин Халлеракер[норв.] за «Høyt over husene».
  - Рённауг Клайва[норв.] за «Andre sida av Paris».
  - Стейн Эрик Люнде[норв.] за «Et dårlig år».
  - Эйстейн Рунде[норв.] и Гейр Муэн[норв.] за «De fire store».
- В 2009 году премию получил Терье Торкильдсен[норв.] за «Marki Marco».[5] Номинировались также:[8]
  - Гру Дале[норв.] и Свейн Нихус[норв.] за «Roy».
  - Юхан Харстад[норв.] за «Darlah: 172 timer på månen».
  - Мари Муэн Хульсве[норв.] за «Rasp».
  - Туне Хьернли[норв.] за «Den mørke siden av månen».
- В 2010 году премию получил Ларс Мэле[норв.] за «Landet under isen».[5] Номинировались также:[9]
  - Эндре Люнд Эриксен[норв.] за «Super».
  - Ингве Фрёйен[норв.] за «Gutten som hatet desember».
  - Ирам Хак[норв.] и Эндре Сканнфер за «Skylappjenta».
  - Таня Хьельсет[норв.] за «Juli».
- В 2011 году премию получили Аксель Хеллстениус[норв.] и Муртен Скордал за «Fittekvote». Номинировались также:[10]
  - Хильде Хагерюп[норв.] за «Alt som er galt med Georg».
  - Сигбьёрн Мостуэ[норв.] за «Den siste magiker».
  - Тур Арве Рёссланн[норв.] за «Svarte-Mathilda».
  - Арне Свинген[норв.] и Кристоффер Грав за «Med egne øyne».